# گاه‌شماری اوستایی نو
گاهشماری اوستایی نو یکی از گاهشماری‌های رایج در ایران پیش از اسلام بود که جایگزین گاهشماری اوستایی کهن شد. به گفتهٔ محققان این گاهشماری در زمان هخامنشیان رایج شد و آن را متأثر از گاه‌شماری مصری می‌دانند. تاریخ رواج آن را ۴۴۱ پیش از میلاد در دوران اردشیر یکم هخامنشی می‌دانند بنا به قرائن این گاه‌شماری در دوران اشکانیان هم متداول بود. اما بیشترین اطلاعات پیرامون آن از عهد ساسانی به بعد است.
در زمان ساسانیان این گاه‌شماری به دو گونهٔ گاه‌شماری عرفی یا سیار و گاه‌شماری بهیزکی مرسوم بود.

## گاه‌شماری سیار
این گاه‌شماری برای کاربرد مردم بود. دراین گاه‌شماری، یک سال ۳۶۵ روز بود و دارای ۱۲ ماه سی‌روزه و ۵ روز اضافه بود که به این پنج روز اضافه اندرگاه گفته‌می‌شود. در منابع دوران اسلامی نام این پنج روز به صورت خمسهٔ مسترقه (پنجهٔ تار یا پنجهٔ دزدیده) هم آمده است. در این گاه‌شماری کسر تقریباً معادل یک‌چهارم روز به حساب نمی‌آمد. از این رو این گاهشماری هر چهارسال یک روز عقب می‌افتاد. به این معنا که مثلاً ۱ دی گاهشماری سیار معادل با ۳۰ آذر «واقعی» می‌شد و با گذشت زمان ۱ دی اسمی سیر قهقرایی می‌داشت: ۲۹ آذر «واقعی» ۲۸ آذر واقعی و الخ پنج روز اندرگاه لزوماً در پایان سال نمی‌آمد بلکه با پنج روز اندرگاه در گاهشماری وهیزکی تطبیق می‌شد.
در دوران امپراتوری ساسانی، پنج روز اندرگاه به «نوروز کوچک» معروف بود و جزء روزهای جشن، تعطیلات و مراسم مذهبی محسوب می‌شد.

### سرآغاز سال
در میانه دوره هخامنشی، آغاز سال از اول پائیز به آخر اسفند منتقل شد و روز نخست فروردین ماه را اول سال قرار دادند و برای تثبیت زمان آن، کبیسه‌ای در نظر گرفتند که آغاز سال در اول فروردین ماه ثابت می‌ماند. حمزه بن حسن اصفهانی به استناد خدای نامه می‌نویسد که در باور زرتشتی اول فروردین ماه به آغاز خلقت منسوب است و خلقت در روز هرمزد از ماه فروردین در نقطه اعتدال ربیعی بود. بعضی انتخاب نوروز به عنوان سرآغاز تقویم را به خود زرتشت نسبت می‌دهند و معتقدند که او این تقویم را بر اساس مبدأ آفرینش نهاد و اولین روز از سال را اعتدال بهار قرار داد. در منابع دیگر نیز می‌خوانیم آغاز سال در تقویم مزدیسنا از دی ماه بود که علت آن را باور ایرانیان به اینکه دی ماه از آن آفریدگار است می‌دانستند و آغاز سال را با ماهی که به پروردگار منسوب باشد، نیک می‌دانستند؛ ولی چون کبیسه به‌طور دقیق اجرا نمی‌شد، به تدریج دی ماه به اعتدال بهاری رسید و این زمان با اصلاحاتی که داریوش بزرگ با اقتباس از مصریان انجام داده بود مصادف گردید و چون اول ماه توت مصری، با اول ماه دی برابر بود، فروردین ماه را به جای دی ماه برگزیدند و سه ماه به عقب بردند و اعتدال بهاری را سر آغاز تقویم مزدیسنا قرار دادند.

### تقسیمات زمانی

#### ساعت
واژه هاتر یا هاسر در زبان اوستایی و زبان پهلوی به جای ساعت به کار گرفته می‌شود و یک هاسر برابر است با یک ساعت و ۱۲ دقیقه امروزی.

#### شبانه روز
در اوستا شبانه روز به پنج وقت یا گاه تقسیم شده است:
1. هاونگاه
2. رپیتونیگاه
3. ازیرنیگاه
4. اویسروترمگاه
5. اوشهنگاه

#### ماه
ماونگه در اوستا و در گاه‌شماری مزدیسنا، هم به مفهوم ماه و هم به معنای شبانه روز از زمان است. در این تقویم هر ۳۰ روز را یک ماه نامیده و هر سال را ۱۲ ماه می‌گرفتند؛ بنابراین هم ماه و هم سال در این تقویم اصطلاحی است نه حقیقی. نام دوازده ماه این تقویم از نام امشاسپندان و ایزدان زرتشتی گرفته شده است و در گاه‌شماری رسمی ایران که امروزه کاربرد دارد نیز با کمی تغییر باقی مانده است.
نام و ترتیب ماه‌ها به قرار زیر است:
در خرده اوستا در گفتاری به نام سیروزه آمده است که نگهبانی از هرکدام از روزهای ماه به یکی از امشاسپندان و ایزدان سپرده شد و بنابراین هر روز را به نام آن ایزد خوانده‌اند. روز نخست، متعلق به اهورامزداست و شش روز بعدی ماه متعلق به شش امشاسپند و روزهای بعد متعلق به ایزدان. در ماه سه روز بود که با نام دی خوانده می‌شد. این سه روزِ هم‌نام ماه را به چهار قسمت تقریباً مساوی بخش می‌کنند. برای رخ ندادن اشتباه و تمایز این سه دی، هنگام اشارت به هر یک از آنها نام روز بعد را در ادامه می‌آوردند؛ مثلاً نخستین روز دی را دی به آذر می‌خواندند. این نام‌ها که در میان مزداپرستان رایج است از قرار زیرست:

#### اندرگاهان
نام پنج روز اندرگاه به‌ترتیب از قرار زیر بود:
1. اَهْنَوَدگاه
2. اَشْتَوَدْگاه
3. سْپَنْتْمَدگاه
4. وُهوخْشَتْرَگاه
5. وهیشْتْواشْت‌گاه.

نام این پنج اندرگاه، برگرفته از نام پنج گاه از گاهان است.

#### گاهنباران
بنا به روایت یشتها و خرده اوستا در ایران قدیم تنها دو فصل تابستان و زمستان وجود داشته است که مدت آنها مساوی نبوده است. تابستان هفت‌ماهه و زمستان پنج‌ماهه بود. فصل تابستان معمولاً از فروردین تا مهر و فصل زمستان از آبان تا اسفند به طول می‌انجامید. سال به شش بخش نابرابر به نام گاه تقسیم می‌شد که هرکدام از آنها «ییر» یا «رتو» خوانده می‌شد و آخر هر یک از این شش گاه، جشن معروف گاهنبارها برگزار می‌گردید.
| نام                            | روز آغاز        | روز پایان                                                            | طول    | فاصله از نوروز | اسطوره             |
| ------------------------------ | --------------- | -------------------------------------------------------------------- | ------ | -------------- | ------------------ |
| میدیوزَرِیم Maidh-yo-zarem       | نوروز           | ۱۵ اردیبهشت                                                          | ۴۵ روز | ۴۵امین روز سال | روز آفرینش آسمان   |
| میدیوشـِیم Maidh-yo-shema       | شانزده اردیبهشت | ۱۵ تیر                                                               | ۶۰ روز | ۱۰۵مین روز سال | روز آفرینش آب      |
| پَـیته‌شَـهیم Paiti-shahem        | شانزده تیر      | ۳۰ شهریور                                                            | ۷۵ روز | ۱۸۰مین روز سال | روز آفرینش زمین    |
| اَیاسرِم Aya-threm               | یک مهر          | ۳۰ مهر                                                               | ۳۰ روز | ۲۱۰مین روز سال | روز آفرینش گیاه    |
| میدیارِم Maidh-ya-rem           | یک آبان         | ۲۰ دی                                                                | ۸۰ روز | ۲۹۰مین روز سال | روز آفرینش جانوران |
| هَـمَـسپَـتمَـدٌم Hamas-path-maedem | ۲۱ دی           | آخرین روز کبیسه سال یعنی سیصد و شصت و پنجمین روز سال (وهیشتواشت گاه) | ۷۵ روز | آخرین روز سال  | روز آفرینش مردمان  |

### جشن‌های ماهانه
در این گاه‌شماری، نام هر دوازده ماه در نام روزهای هرماه نیز دیده می‌شود و در هر ماه، یک بار نام روز و نام ماه یکی هستند. آن روزی که نام ماه و روز با یکدیگر برابر می‌شود جشن شمرده می‌شود؛ مثلاً مهرروز از مهرماه، جشن مهرگان نام دارد.
- فروردینگان = فروردین روز (۱۹) در ماه فروردین
- اردیبهشتگان = اردیبهشت روز (۳) در ماه اردیبهشت
- خردادگان = خرداد روز (۶) در ماه خرداد
- تیرگان = تیر روز (۱۳) در ماه تیر
- امردادگان = امرداد روز (۷) در ماه امرداد
- شهریورگان = شهریور روز (۴) در ماه شهریور
- مهرگان = مهر روز (۱۰) در ماه مهر
- آبانگان = آبان روز (۱۰) در ماه آبان
- آذرگان (آذرخش) = آذر روز (۹) از ماه آذر
- جشن خرم روز (دی دادار جشن) = دی روز (۱) در ماه دی
- بهمنگان = بهمن روز (۲) از بهمن ماه
- سپندارمذگان = سفندارمذ روز (۵) در ماه سپندارمذ

## گاه‌شماری بهیزکی
در معنی بهیزک که به‌صورت وهیزک وهیجک و امثال آن هم آمده است میان محققان اختلاف است. گروهی به پیروی از وست آن را مبارک معنی می‌کنند و دیگران آن را کبیسه.
گاه‌شماری بهیزکی نزد منجمان و موبدان شناخته شده بود. چنان‌که در بخش گاه‌شماری سیار گفته آمد آن گاه‌شماری هر چهار سال یک روز عقب می‌افتاد یعنی هر ۱۲۰ سال یک ماه. در گاه‌شماری وهیزکی برای جبران این عقب‌افتادگی و نزدیک نگاه داشتن سال وهیزکی به سال شمسی حقیقی هر ۱۲۰ سال یک ماه به سال می‌افزودند از این رو نوروز دوباره با نوروز نجومی (به‌طور تقریبی) تطبیق می‌یافت.

### ۱۲۰، ۱۱۶ یا ۱۲۸
شایان ذکر است که در عدد ۱۲۰ میان منابع اختلاف است. برای نمونه ۱۱۶ هم آمده است. این برمی‌گردد به احتساب این امر که اختلاف سال حقیقی با سال ۳۶۵روزه دقیقاً یک‌چهارم روز نیست. البته محققان اظهار داشته‌اند که ۱۲۸ سال حساب دقیق‌تری خواهد بود. اینک دقیق‌تر به این امر پرداخته می‌شود:
طول سال اعتدالی برابر با ۳۶۵٫۲۴۲۱۹۸۷۹ روز است.
- اگر ۱۲۰ مبنا گرفته شود نتیجه‌اش این می‌شود که سال معادل ۳۶۵٫۲۵ = ۳۶۵ +۳۰/۱۲۰ روز تقریب خورده است؛
- اگر ۱۱۶ مبنا گرفته شود نتیجه‌اش این می‌شود که سال معادل ۳۶۵/۲۵۸۶ = ۳۶۵ + ۳۰/۱۱۶ روز تقریب خورده است؛
- اگر ۱۲۸ مبنا گرفته شود نتیجه‌اش این می‌شود که سال معادل ۳۶۵/۲۳۴۳۷۵ = ۳۶۵ + ۳۰ /۱۲۸ روز تقریب خورده است.

چنان‌که دیده می‌شود تقریبِ ۱۲۸ از بقیه دقیق‌تر و ۱۱۶ به یک معنا از همهٔ تقریب‌ها غیردقیق‌تر است. اما بیرشک برای عدد ۱۱۶ خاصیتی ذکر کرده است، و آن این است که پس از ۱۳ دورهٔ ۱۱۶ساله = ۱۵۰۸ سال جمعِ کسرها تقریباً دقیقاً برابر با یک سال می‌شود.
۱۵۰۸ × ۳۶۵ = ۱۵۰۷ × ۳۶۵٫۲۴۲۱۹
هرچه هست، در اکثر مآخذ، رقم ۱۲۰ سال ذکر شده است و در این مقاله برای سهولت همواره ۱۲۰ سال به‌کار خواهد رفت.

### چرا ۱۲۰ سال درنگ
این سؤال مطرح می‌شود که چرا برای جبران این کاستی ۱۲۰ سال درنگ کردند و چرا هر چهار سال یک روز به سال اضافه نکردند. پاسخ به تعصبات مذهبی مربوط می‌شود. زرتشتیان برای هر یک از روزهای ماه‌های سی‌روزه اوراد، ادعیه و مناسکی می‌داشته‌اند. همچنین در هر یک از پنج روز اندرگاه یکی از پنج گاه مقدس گاهان زرتشت را می‌خوانده‌اند. از این رو نمی‌توانسته‌اند یا نمی‌خواسته‌اند تعداد روزهای سال را کم و زیاد کنند. این دلیلی‌است که ابوریحان بیرونی آورده است. با این حال در بعضی منابع اشاره‌ای به کبیسه‌های چهار ساله هم شده است؛ یعنی اندرگاه را به جای پنج روز شش روز می‌داشته‌اند و به این روز ششم اَوَرْداد به معنی روز زیادی می‌گفتند.

### افزودن ماه ۱۳ام و پنج روز اندرگاه
چنان‌که آمد در گاه‌شماری وهیزکی هر ۱۲۰ سال، یک سال ۱۳ماهی می‌داشتند؛ یعنی ۱۱۹ سال سال عادی می‌بود و سال ۱۲۰ام وهیزکی. ماه اضافی در سال‌های وهیزکی میان ماه‌های دیگر در گردش می‌بود؛ یعنی در سال ۱۲۰ام ماه اضافی را بعد از فروردین که ماه اول بود می‌آوردند و در سال ۲۴۰ام آن را پس از ماه دوم که اردیبهشت بود و الخ
همچنین شواهدی در دست است که پنج روز اندرگاهی را نیز پس از ماه اضافی می‌آورند و در سال‌های غیر وهیزکی (تا وهیزک بعدی) این پنج روز اضافه پس از ماهی که ماه اضافی (وهیزکی) پیشین بعد از آن اضافه شده بود می‌آمد. چنان‌که پیشتر گفته شد مکان روزهای اندرگاه در گاه‌شماری سیار یا شمسی ناقصه نیز روی همین حساب تعیین می‌شد.

### اغتشاش در نگاهداری وهیزک‌ها
هنگامی که اوضاع مملکت نامناسب بود وهیزک نمی‌کردند بنابراین بعضاً وهیزک‌ها عقب می‌افتاد. از این رو برای جبران، گاه چند وهیزک توأمان می‌کردند؛ یعنی مثلاً ۲ ماه اضافی به سال می‌افزودند. حتی در تواریخ آمده است که در زمان یزدگرد اول پس از بسامان‌کردن اوضاعِ وهیزک‌ها برای محکم‌کاری یک وهیزک اضافه هم کردند تا به مدت ۲۴۰ سال آسوده باشند. «وهیزک از روی محکم‌کاری» را ابوریحان آورده است اما در صحت این قول جای تأمل بسیار است.
وهیزک‌گیری پس از مدتی متروک شد. آخرین وهیزک در ماه آبان بود از این رو پنج روز اندرگاه پس از ماه آبان و پیش از ماه آذر قرار گرفت و پس از آن چون وهیزک نکردند پنج روز اندرگاه میان این دو ماه باقی‌ماند. در مورد تاریخ ترک وهیزک اختلاف نظر وجود دارد. برخی آخرین وهیزک را در زمان پادشاهی یزدگرد اول دانسته‌اند. برخی آن را در گاهِ پیروز و جز آن. لیکن بیشتر آخرین وهیزک را در گاهِ پادشاهی یزدگرد اول می‌دانند.
محققان سعی کرده‌اند با استفاده از حساب قهقرایی و با احتساب این که وهیزک از کی متروک شد تاریخ آغازین استفاده از تقویم وهیزکی را معین کنند؛ یعنی فرضاً حسابی از این دست: آبان ماه هشتم است پس ۸ بار وهیزک شده است یعنی ۹۶۰ سال این تقویم مورد استفاده بوده است. در این حساب فرض‌هایی شده است که در صحت و سقم آنها جای سخن بسیار است از جملهٔ فرض‌ها این است که تا پیش از ترک، تمام وهیزک‌ها به‌طور دقیق رعایت شده بودند.

## سر آغاز گاه‌شماری و سرنوشت گاه‌شماری اوستایی نو
در زمان ساسانیان مبدأ تاریخ از زمان سلطنت آخرین پادشاه بود؛ یعنی مثلاً سال ۵ از سلطنت اردشیر. در زمان سلوکی تاریخ گشودن بابل به دست سلوکوس مبدأ تاریخ قرار گرفت. در زمان اشکانیان مبدأ تاریخ ۶۵ سلوکی مقارن با ۲۴۷ پیش از میلاد گذاشته شد؛ یعنی ۱ اشکانی از این تاریخ شروع می‌شود. ساسانیان دیگر بار مبدأ را از آغاز پادشاهی هر شاه گرفتند؛ مثلاً می‌گفتند سال ۱۰ام شهریاری بهرام.
با تازش تازیان و فروریختن شاهنشاهی ساسانی و کشته شدن آخرین پادشاه، یزدگرد سوم، گاهشماری اوستایی نو از رسمیت افتاد. نخست گاهشماری قمری خاص عربان رسمی شد لیکن به دلیل مشکلاتش از جمله عدم انطباق با فصول اصلاحاتی صورت گرفت. با این وجود بسیاری از ایرانیان، خاصه مزدیسنیان که بر کیش پدران خود باقی بودند به استفاده از گاهشماری اوستایی نو و به بیان دقیقتر گاهشماری شمسی ناقصه ادامه دادند. از آنجا که آخرین شهریار ساسانی یزدگرد سوم بود مبدأ تاریخ همان تاج‌گذاری یزدگرد ماند. لیکن مبدأ دیگری هم کمابیش مورد استعمال بود که تقیزاده به آن مجوسی نام داده است و آن بیست سال پس از به تخت نشستن یزدگرد بود به عبارت دیگر آغاز آن از به قتل رسیدن او بود. این مبدأ بعضاً در پایان تحریرهای کتابهای پهلوی دیده می‌شود و به صورت غریب بیست پس از یزدگرد ذکر می‌شود؛ مثلاً ۳۶۰ بیست پس از یزدگرد. تاریخ یزدگردی تا سده‌ها پس از ساسانیان بی کم‌وکاستی مورد استفاده بود.